# 貝瑞·柯根
貝瑞·柯根（/ˈkjoʊɡən/ KYOH-gən，1992年10月18日—），愛爾蘭男演員，收穫的獎項包括英國影藝學院電影獎、奧斯卡金像獎提名、金球獎提名，2020年入選《爱尔兰时报》的最偉大愛爾蘭電影演員排名第27位。
柯根在2011年起從事演藝界，2017年憑藉在克里斯多福·諾蘭的《敦克爾克大行動》和尤格·藍西莫的《聖鹿之死》中的角色而獲得影評認可。之後又因犯罪片《倚馬而息》（2019年）和奇幻電影《綠衣騎士》（2021年）中的表演普獲讚譽。2021年在漫威電影宇宙電影《永恆族》中飾演諸克。2022年憑藉《伊尼舍林的女妖》贏得英國電影學院獎最佳男配角，並獲得金球獎及奧斯卡獎最佳男配角提名；隨後他在《萨特本》（2023年）的演出又令自己提名金球奖剧情类电影最佳男主角及英國電影學院獎最佳男主角。
電視圈的作品包括《爱恨两边缘》（2013年）、《切尔诺贝利》（2019年）、《上层男孩》最終季（2023年）和《空戰群英》（2024年）。柯根是迪奧和Barretstown的品牌大使。

## 早年
貝瑞·柯根1992年10月18日生於都柏林，在夏山長大母親與毒癮抗爭，並在他12歲時去世。他和弟弟艾瑞克（Eric）在13個寄養家庭中度過了七年的寄養生活，之後由祖母、阿姨和姊姊傑瑪（Gemma）撫養長大。
柯根小時候曾在都柏林北里士滿街（North Richmond Street）的歐康納學校出演學校戲劇，但因「搗亂」而被禁止參與。他將自己的電影教育歸功於與朋友在帕內爾街的電影世界偷偷看電影，但他最終被禁止入內。柯根出演在電影《運河之間》（2010年）後，到都柏林當地戲劇學校「戲劇工廠」（The Factory，現為弓街學院）學習表演。他記得當時「甚至拿不出2.2歐元坐巴士去戲劇工廠」。

## 個人生活
柯根是名業餘拳擊手。從2017年至2020年，柯根與基拉尼本地人肖娜·格林（Shona Guerin）保持著戀愛關係。這段感情源自耶穌受難日，柯根在基拉尼酒吧認識在此工作的女方。2019年，兩人一起出現在《與露西同住》節目中，主持人露西·甘迺迪和他們一起住在洛杉磯的家中。
2021年9月，柯根開始與牙科護士兼正畸治療師艾麗森·基蘭斯（Alyson Kierans）交往。幾個月後，即2022年3月27日愛爾蘭母親節，柯根透露兩人即將迎來一個孩子。他們2022年8月8日宣布產下一子。全家2022年11月搬到蘇格蘭丹地的布勞蒂費里。柯根在2024年的一次採訪中表示，已在2023年中期與基蘭斯分手。
2022年4月，柯根因公共場合喝醉酒而在都柏林被捕。後來他被無罪釋放，並固定收到提交款項的通知。2023年底，他開始與美國創作歌手莎賓娜·卡本特交往。

## 作品列表

### 電影
| 年份 | 標題                      | 角色               | 附註 | 來源          |
| ---- | ------------------------- | ------------------ | ---- | ------------- |
| 2011 | 《起立》（Stand Up）      | 站立的惡霸         | 短片 |               |
| 2011 | 《運河之間》              | Aido               |      | [ 20 ]        |
| 2012 | 《潛行者》                | Tommy              |      | [ 20 ]        |
| 2012 | 《世仇部落》              | 年輕的都柏林小伙子 |      |               |
| 2013 | 《浪費》（Wasted）        | Ben                | 短片 |               |
| 2013 | 《床垫里的百万欧元》      | 披薩小弟           |      |               |
| 2013 | 《泊岸》                  | Sean Meehan        |      | [ 20 ]        |
| 2014 | 《暴亂夜》                | Sean Bannon        |      | [ 21 ]        |
| 2014 | 《候補》（Standby）       | Crusty             |      |               |
| 2014 | 《北》（North）           | Aaron              | 短片 |               |
| 2015 | 《諾福克》（Norfolk）     | 男孩               |      | [ 22 ] [ 23 ] |
| 2015 | 《玩命交易員》（Traders） | Ken                |      | [ 20 ]        |
| 2015 | 《休息》（The Break）     | Sean               | 短片 |               |
| 2016 | 《少年禁戀》              | Joe                |      | [ 24 ] [ 25 ] |
| 2016 | 《犯罪教條》              | Windows            |      | [ 26 ] [ 27 ] |
| 2016 | 《棉花糖》（Candy Floss） | Shane              | 短片 | [ 28 ]        |
| 2017 | 《光之後》                | Pavel              |      | [ 29 ]        |
| 2017 | 《聖鹿之死》              | Martin Lang        |      | [ 24 ]        |
| 2017 | 《敦克爾克大行動》        | George Mills       |      | [ 24 ]        |
| 2018 | 《美國動物》              | Spencer Reinhard   |      | [ 30 ]        |
| 2018 | 《黑色四七》              | Hobson             |      | [ 31 ]        |
| 2019 | 《倚馬而息》              | Dymphna            |      | [ 32 ]        |
| 2021 | 《綠衣騎士》              | Scavenger          |      | [ 33 ]        |
| 2021 | 《永恆族》                | 諸克               |      | [ 34 ]        |
| 2022 | 《蝙蝠俠》                | 小丑               | 客串 | [ 35 ]        |
| 2022 | 《伊尼舍林的女妖》        | Dominic Kearney    |      | [ 36 ]        |
| 2023 | 《萨特本》                | Oliver Quick       |      | [ 37 ] [ 38 ] |
| 2024 | 《鳥》                    | Bug                |      | [ 39 ] [ 40 ] |
| 2024 | 《打倒他们》              | Jack               |      |               |
| 2025 | 《明日匆匆》              | Lee                |      |               |
| TBA  | 無題泰勒·愛德華·修茲電影  |                    |      | [ 41 ] [ 42 ] |

### 電視
| 年份 | 標題                    | 角色               | 附註        |
| ---- | ----------------------- | ------------------ | ----------- |
| 2011 | 《美麗之城》            | Dave Donoghue      | 3集         |
| 2013 | 《傑克·泰勒：牧師之死》 | 連帽衫人#1         | 電視電影    |
| 2013 | 《爱恨两边缘》          | Wayne              | 6集         |
| 2016 | 《愛爾蘭起義情》        | Cormac McDevitt    | 迷你劇；4集 |
| 2019 | 《切尔诺贝利》          | Pavel              | 迷你劇；2集 |
| 2023 | 《上层男孩》            | Jonny              | 3集         |
| 2024 | 《空戰群英》            | Lt. Curtis Biddick | 迷你劇；3集 |

### MV
| 年份 | 標題                 | 創作藝人      | 附註 |
| ---- | -------------------- | ------------- | ---- |
| 2024 | 〈拜託，拜託，拜託〉 | 莎賓娜·卡本特 |      |